# Hamza Hassini
Hamza Hassini (in arabo حمزة حسيني‎?; Tunisi, 17 luglio 1986) è un pugile tunisino.
Ha partecipato ai Giochi di Pechino 2008, gareggiando nella categoria Pesi welter.
Nel 2009 ha vinto 1 bronzo ai Giochi del Mediterraneo.